# متیلن‌دی‌اکسی‌ایزوپروپیل‌آمفتامین
متیلن‌دی‌اکسی‌ایزوپروپیل‌آمفتامین (به انگلیسی: Methylenedioxyisopropylamphetamine) با فرمول شیمیایی C۱۳H۱۹NO۲ یک ترکیب شیمیایی است. که جرم مولی آن ۲۲۱٫۲۹۹ g/mol می‌باشد.